# Hineno Yoshiaki
Hineno Yoshiaki (日根野吉明, 1588 - 20 avril 1656) est un samouraï de l'époque Azuchi Momoyama et du début de l'époque d'Edo de l'histoire du Japon. Fils de Hineno Takayoshi, il est transféré en 1601 au domaine de Mibu (19 000 koku) dans la province de Shimotsuke (de nos jours Tochigi) et en 1634 au domaine de Funai (20 000 koku) dans la province de Bungo (moderne Ōita). Il meurt sans enfant et ses biens sont confisqués.

## Source de la traduction
- (pt) Cet article est partiellement ou en totalité issu de l’article de Wikipédia en portugais intitulé « Hineno Yoshiaki » (voir la liste des auteurs).